# Основно училище „Алеко Константинов“
Основно училище „Алеко Константинов“ е образователна институция в гр. Пловдив.

## История
Училище „Алеко Константинов“ е основано през 1908 година като първата пловдивска прогимназия, наречена по-късно на името на Андрю Карнеги.
От 1963 г., във връзка със 100–годишнината от рождението на Алеко Константинов, получава неговото име. През 1984 г. става училище с изучаване на руски език, а от 1992 г. получава статут на основно училище с ранно чуждоезиково обучение.
Училищното настоятелство „А. Карнеги“ е първото законно регистрирано настоятелство в Пловдив след 1989 г.